# Prefix telefonic 760 (Statele Unite ale Americii)
Prefixul telefonic 760, conform originalului din engleză, area code 760, este un prefix telefonic nord-american care face parte din cele folosite în Canada și Statele Unite ale Americii fiind unul din cele douăzeci şi şapte de prefixe telefonice folosite în statul California al Statelor Unite ale Americii.
Prefixul telefonic 760 este un prefix al statului California, care a fost realizat prin divizarea fostului prefix 619 la 27 martie 1997 și care acoperă integral zona mai mult rurală a comitatelor Imperial, Inyo și Mono, precum și porțiuni ale comitatelor San Diego, Riverside, San Bernardino și Kern. 
Harta din partea dreaptă este interactivă, prin selectarea unei anumite regiuni se poate naviga direct la pagina respectivului prefix telefonic (dacă această pagină există).

## Istoric
Prefixul 760 a fost creat la 23 martie 1997 dintr-o parte a zonei care era acoperită de prefixul telefonic de atunci, 619. Deși problemele de aglomerare anterioare fuseseră rezolvate, după numai 9 - 10 ani, "noul" prefix 760 a devenit din nou aglomerat. Ca atare, în aprilie 2008, zona comitatului San Diego care fusese acoperită anterior de prefixul 760 a primit un nou prefix telefonic, 442, care a intrat în efect după un an. Oricum, un grup de rezidenți locali au creat website-ul www.Keep760.org (care între timp a fost abandonat) pentru a pleda pentru menținerea prefixului 760, devenit foarte popular în zonele rurale ale sudului și estului statului California.
La 16 octombrie 2008, s-a decis ca prefixele 760 și 442 să funcționeze concomitent, acoperind întrega zonă a fostului prefix 760. În mai 2009, a fost introdus noul cod, care va necesita ca toate convorbirile din această zonă să se facă utilizându-se 10 cifre (area code plus numărul).

### Servicii telefonice manuale
Zonele care au servicii manuale cu operatori includ
- Death Valley Junction din comitatul Inyo
- Kelso din comitatul San Bernardino
- Stovepipe Wells, Death Valley din comitatul Inyo

Același prefix 760 este folosit de asemenea ca prefix telefonic pentru Mammoth precumși alte câteva locuri izolate din nordul Californiei.

## Centre
Centrele de redistribuire din zona prefixului telefonic 760 sunt:
Barstow Yermo 
Borrego, 
California Village, 
Crowley Lake, 
Death Valley, 
Earp: Lost Lake DA, 
El Mirage, 
Encinitas, 
Escondido, 
Fallbrook, 
Fort Irwin, 
Havasu Lake, 
Homestead Valley, 
Julian, 
June Lake, 
Mountain Pass, 
Newberry, 
Oceanside: Carlsbad DA, 
Oceanside: Oceanside 
Oceanside: Pendleton 
Parker Dam, 
Pauma Valley, 
Pine Creek, 
Pinyon, 
Ramona, 
Salton,
San Marcos, 
Summit Valley, 
Valley Center, 
Victorville Adelanto, 
Victorville Apple Valley, 
Victorville Hesperia, 
Vista, 
Warner Springs, 
Wrightwood Phelan

## Comitatele și localitățile acoperite

### Comitatul Imperial
Andrade, 
Bombay Beach, 
Brawley, 
Calexico, 
Calipatria, 
Desert Shores, 
El Centro, 
Heber, 
Holtville, 
Imperial, 
Mount Signal, 
Niland, 
Ocotillo, 
Ogilby, 
Palo Verde}}, 
Plaster City, 
Salton City, 
Salton Sea Beach, 
Seeley, 
Westmorland, 
Winterhaven

### Comitatul Inyo
Ballarat, 
Big Pine, 
Bishop, 
Cartago, 
Darwin, 
Death Valley Junction, 
Dixon Lane-Meadow Creek, 
Furnace Creek, 
Homewood Canyon-Valley Wells, 
Independence, 
Keeler, 
Laws, 
Lone Pine, 
Mesa, 
Olancha, 
Panamint Springs, 
Pearsonville, 
Round Valley, 
Shoshone, 
Tecopa, 
West Bishop, 
Wilkerson

### Comitatul Kern
Bodfish, 
Boron, 
California City, 
Cantil, 
China Lake Acres, 
Derby Acres, 
Dustin Acres, 
Ford City, 
Inyokern, 
Johannesburg, 
Kernville, 
Lake Isabella, 
Mountain Mesa, 
Onyx, 
Randsburg, 
Ridgecrest, 
South Lake, 
Squirrel Mountain Valley, 
Weldon, 
Wofford Heights

### Comitatul Los Angeles
Big Pines
Jackson Lake

### Comitatul Mono
Benton, 
Bodie, 
Bridgeport, 
Chalfant, 
Coleville, 
Lee Vining, 
Mammoth Lakes, 
Swall Meadows

### Comitatul Riverside
Bermuda Dunes,
Blythe, 
Cathedral City, 
Chiriaco Summit, 
Coachella, 
Desert Center, 
Desert Hot Springs,
Eagle Mountain,
East Blythe, 
Indian Wells, 
Indio, 
La Quinta, 
Lost Lake, 
Mecca, 
North Shore, 
Palm Desert, 
Palm Springs, 
Rancho Mirage, 
Ripley, 
River Bend Lodge, 
Sun City Palm Desert, 
Thermal, 
Thousand Palms, 
White Water

### San Bernardino County
Adelanto, 
Amboy, 
Angelus Oaks, 
Apple Valley, 
Bagdad, 
Baker, 
Barstow, 
Big River, 
Blue Jay, 
Bluewater, 
Cadiz, 
Calico, 
Chambless, 
Cima, 
Daggett, 
Devore (North San Bernardino), 
Earp, 
Essex, 
Fort Irwin, 
Goffs, 
Green Valley Lake, 
Halloran Springs, 
Helendale, 
Hesperia, 
Hinkley, 
Joshua Tree, 
Kelso, 
Landers, 
Lenwood, 
Lucerne Valley, 
Ludlow, 
Twentynine Palms Marine Base, 
Morongo Valley, 
Mountain View Acres, 
Nebo Center, 
Needles, 
Newberry Springs, 
Nipton, 
Oro Grande, 
Phelan, 
Pinon Hills, 
Pioneertown, 
Rice,
Running Springs, 
Siberia, 
Sunfair Heights, 
Sunfair, 
Searles Valley, 
Trona, 
Twentynine Palms, 
Victorville, 
Vidal Junction, 
Vidal, 
Wrightwood, 
Yermo, 
Yucca Valley, 
Zzyzx

### San Diego County
Bonsall, 
Borrego Springs, 
Camp Pendleton North, 
Camp Pendleton South, 
Carlsbad, 
Descanso, 
Encinitas, 
Escondido, 
Fallbrook, 
Hidden Meadows, 
Julian, 
Lake San Marcos, 
Oceanside, 
Ocotillo Wells, 
Pala, 
Rainbow, 
Ramona, 
San Marcos, 
Santa Ysabel, 
Valley Center, 
Vista